# N703iD
FOMA N703iD（フォーマ・エヌ なな まる さん アイ ディー）は、NECが開発した、NTTドコモの第三世代携帯電話 (FOMA) 端末製品である。

## 概要

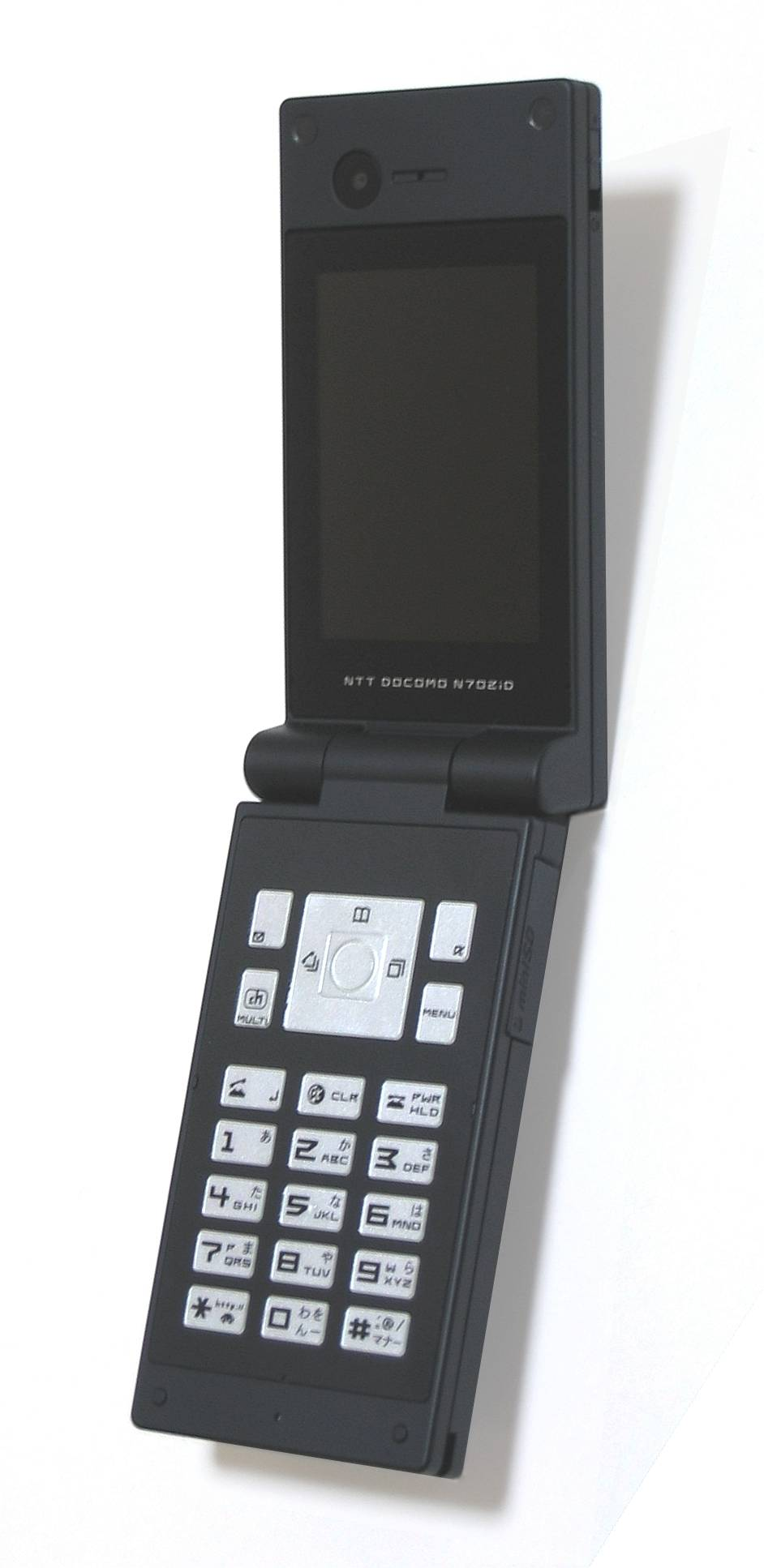
前モデルN702iD

2006年2月24日に発売されたN702iDは、NTTドコモ・NEC・そしてデザイナーの佐藤可士和とのコラボレーション企画端末として洗練されたデザインをアピールし注目を浴びた。その第2弾製品にあたるのが、N703iDである。FOMA 703iシリーズとしては唯一、外部よりデザイナーを招いて開発したモデルである。
外観は前モデルのN702iDに酷似し、一見してマイナーチェンジモデルであることを思わせるが、実は基板単位でモデルチェンジされたものである。高さにして2mm、厚さにして2.8mmシェイプアップ。当初のカラーバリエーションはYELLOW、NAVY、PINK、WHITEの4種類で、N702iDよりもポップなイメージである。2007年8月3日に、新色として「RED」・「BLACK」が発売された。いずれも、N702iDにあったカラーである。
ディスプレイ背面のカメラは130万画素νMaicoviconから画素数を据え置きCMOSイメージセンサに変更。感度が向上し、暗所でも補助光なしで撮影できるとしてライトが撤去された。ヒンジ部も刷新され、サイドから見たフォルムもよりフラットなイメージとなった。新設計の省電力LSIを採用することで、約700時間という長い待受時間を実現している。
この端末のボタンはN702iDと同じく、少し青味がかった緑色に光る。
文字入力にはMogicEngineに対応している。
機能面では着うたフルに対応し、内蔵する64MBのフラッシュメモリに直接保存することができる。また外部メモリーカードとして新たにmicroSDカードを採用し、最大2GBまで対応する。SD-Audio(AAC/AAC+SBR)を連続約25時間という長時間再生が可能。そのほかiC通信も可能な、903iと同じバージョンのFeliCaチップを底面に内蔵し、おサイフケータイ（iモードFeliCa）に対応したが、本機種のみ「かざす請求書」には非対応である。発表前にドコモはおサイフケータイ最薄モデルとして売り出す予定であったが2007年1月16日の発表日にauのMEDIA SKINがそれよりも薄いおサイフケータイと発表されたためそのように売り出すことができなかった。GPS、ローミング、プッシュトーク、メガiアプリには対応しない。
| 主な対応サービス           | 主な対応サービス                    | 主な対応サービス         | 主な対応サービス                       |
| -------------------------- | ----------------------------------- | ------------------------ | -------------------------------------- |
| DCMX／おサイフケータイ     | うた・ホーダイ                      | 着うたフル／着うた       | デジタルオーディオプレーヤー(WMA)(AAC) |
| 直感ゲーム／メガiアプリ※   | Music&Videoチャネル／ビデオクリップ | 3Gローミング             | プッシュトーク                         |
| FOMAハイスピード           | GPS／ケータイお探し                 | デコメール／デコメ絵文字 | iチャネル                              |
| 着もじ                     | テレビ電話／キャラ電                | 電話帳お預かりサービス   | フルブラウザ                           |
| おまかせロック／バイオ認証 | 外部メモリーへiモードコンテンツ移行 | トルカ                   | iC通信／iCお引越しサービス             |
| きせかえツール／マチキャラ | バーコードリーダ／名刺リーダ        | 2in1                     | エリアメール                           |

※500kBまでのiアプリ対応　

## 歴史
- 2006年11月8日: 技術基準適合証明 (TELEC) の審査を通過（証明記号: 	001XYAA1295）。
- 2006年11月13日: 電気通信端末機器審査協会 (JATE) による審査を通過（認定番号: A06-0476001）。
- 2007年1月16日: D703i・F703i・N703iD・P703i・SH703i・SO703i・N703iμ・P703iμ・SO903iTV・D800iDSの開発が発表。
- 2007年1月26日: N703iD 発売開始。
- 2007年8月3日：新色「RED」・「BLACK」発売。